# Frithiofs saga
För filmen som bygger på diktverket, se Fritiofs saga (film)

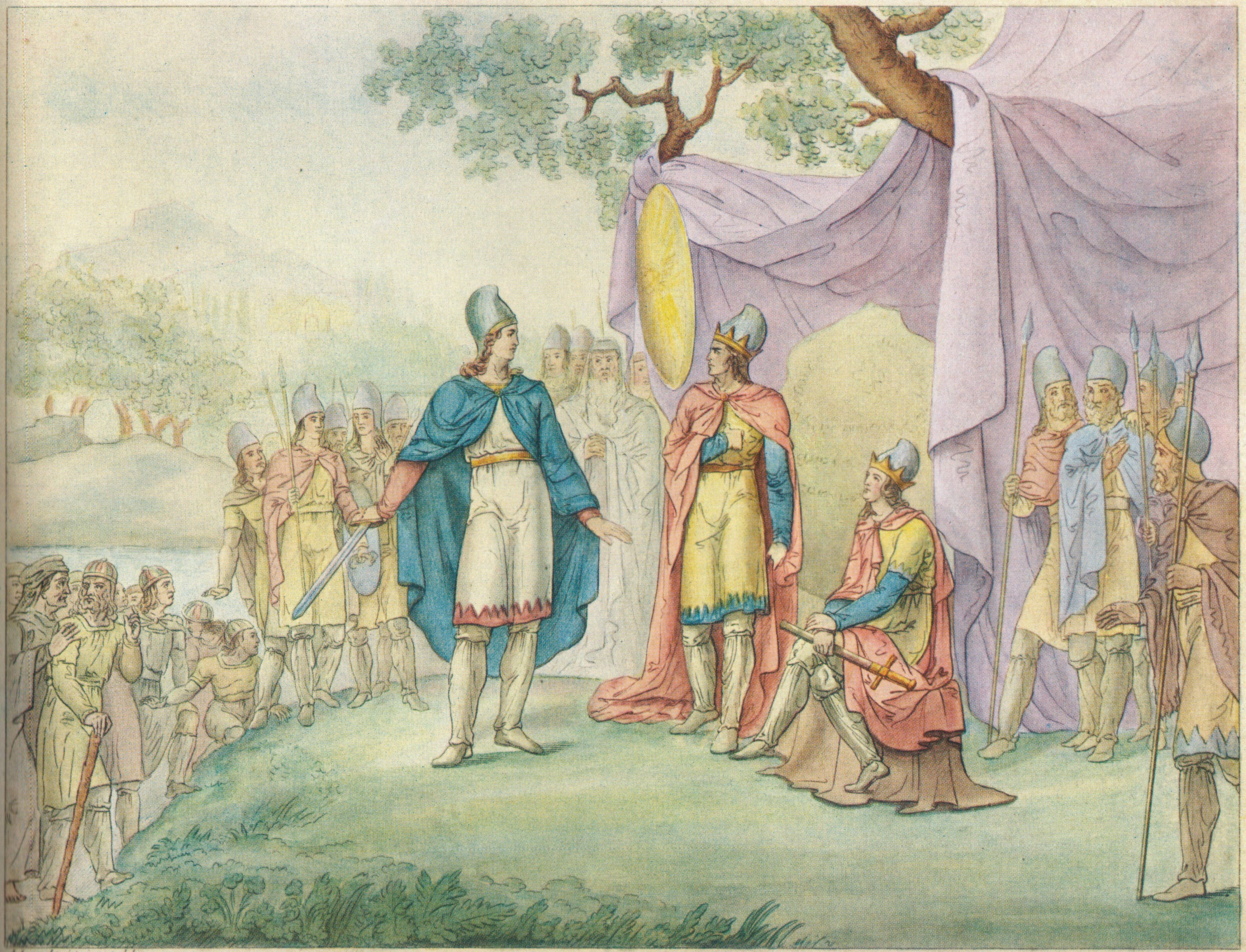
Frithiofs frieri. Handkolorerad etsning ur tredje upplagan 1827.

Frithiofs saga är ett diktverk av Esaias Tegnér, som första gången publicerades i bokform 1825; delar av verket hade tidigare publicerats i Götiska Förbundets tidskrift Iduna.
Verket är inspirerat av Fritjof den djärves saga som är en isländsk så kallad fornaldarsaga.

## Publicering och mottagande
De första delarna av Frithiofs saga publicerades hösten 1820 i Iduna och tidskriften innehöll då romanserna Frithiof och Björn, Frithiof kommer till Kung Ring, Isfarten och Frithiofs frestelse. 1822 publicerade Iduna de avslutande fem delarna. Diktverket väckte stor uppmärksamhet och blev snart också spridda utanför Sverige; några av romanserna hade översatts av Amalia von Helvig och publicerats i en tysk tidskrift. Romanserna samlades snart i ett band, Frithiofs saga, som Tegnér publicerade på eget förlag sommaren 1825. I september samma år kom den andra upplagan. De två första upplagorna sålde snabbt 4 000 exemplar.
Ingen av Tegnérs dikter har vunnit tillnärmelsevis sådan popularitet som Frithiofs saga. Ett bevis på dess popularitet är den mängd så kallade bevingade ord som hämtats ur verket. "Jag är galen i Fritiof", skrev den nära 70-årige Carl Gustaf af Leopold, "mera betagen än själva Ingeborg. Att Fritiof lämnar alla svenska poemer efter sig vore ett omdöme, självklart intill platthet." Hela Sveriges forna vitterhet, Leopolds egen inbegripen, tedde sig nu för honom som "en förgången sångarvärld. En ny tideräkning", skrev han, "begynner för svenska vitterheten".

## Delar
Totalt består "Frithiofs saga" av 24 dikter, "romanser", alla författade på olika versmått : 
1. Frithiof och Ingeborg
2. Kung Bele och Thorsten Wikingsson
3. Frithiof tager arv efter sin fader (hexameter)
4. Frithiofs frieri
5. Kung Ring
6. Frithiof spelar schack
7. Frithiofs lycka
8. Avskedet (blankvers)
9. Ingeborgs klagan
10. Frithiof på havet
11. Frithiof kommer till Angantyr (hildebrandstrof)
12. Frithiofs återkomst
13. Balders bål
14. Frithiof går i landsflykt
15. Vikingabalk
16. Frithiof och Björn
17. Frithiof kommer till Kung Ring (nibelungenstrof)
18. Isfarten (knittelvers)
19. Frithiofs frestelse
20. Kung Rings död
21. Rings drapa (fornyrdislag)
22. Konungavalet
23. Frithiof på sin faders hög ("ottave rime")
24. Försoningen (trimeter)